# Friedrich Demmer (Sänger, 1803)
Friedrich Demmer (19. April 1803 in Hamburg – 1859 in Passau) war ein österreichischer Opernsänger (Tenor) und Theaterschauspieler.

## Leben
Demmer kam frühzeitig mit seinen Eltern nach Österreich und wurde von seinem Vater, dem Schauspieler Christian Demmer, für die Schauspielkunst ausgebildet. Er debütierte 1819 in Graz und wurde dort engagiert. 1822 erhielt er ein Engagement im Theater am Kärntnertor, ging 1823 nach Graz, 1832 mit Johann August Stöger ans Theater in der Josefstadt und 1834 mit Stöger nach Prag, wo er am 4. Mai als Graf Almaviva in Mozarts Le nozze di Figaro debütierte. Er starb als Pensionär des Prager Theaters 1859 in Passau.
Sein Onkel waren die Opernsänger und Schauspieler Joseph Demmer und Carl Demmer.